# UFC Fight Night: Nelson vs. Story
UFC Fight Night: Nelson vs. Story è stato un evento di arti marziali miste tenuto dalla Ultimate Fighting Championship il 4 ottobre 2014 all'Ericsson Globe di Stoccolma, Svezia.

## Retroscena
Questo sarà il terzo evento organizzato dalla UFC a Stoccolma, dopo UFC on Fuel TV: Gustafsson vs. Silva nel 2012 e UFC on Fuel TV: Mousasi vs. Latifi nel 2013.
Nel Main Event della card si sfideranno, nella categoria dei pesi welter, Gunnar Nelson e Rick Story..
Inizialmente il Main Event della serata prevedeva un match tra Amir Sadollah e Nico Musoke; tuttavia, Sadollah venne rimosso dalla card per poter sfidare Yoshiro Akiyama il 20 settembre 2014 a UFC Fight Night: Hunt vs. Nelson. Musoke, invece, affrontò Alexander Yakovlev..
Akira Corassani doveva disputare un match contro Chan Sung Jung. Jung, però, subì un infortunio ad una spalla e venne rimpiazzato da Max Holloway..
Dennis Siver doveva scontrarsi con Robert Whiteford, ma quest'ultimo venne rimosso dalla card e sostituito da Taylor Lapilus. Tuttavia, la federazione delle arti marziali miste svedese non approvò Lapilus come valido avversario, quindi venne sostituito dall'americano Charles Rosa.

## Risultati
|                  | Divisione         |                  |                 |                    | Metodo                                      | Round           | Tempo           | Premio          |
| Card principale  | Card principale   | Card principale  | Card principale | Card principale    | Card principale                             | Card principale | Card principale | Card principale |
| ---------------- | ----------------- | ---------------- | --------------- | ------------------ | ------------------------------------------- | --------------- | --------------- | --------------- |
|                  | Pesi Welter       | Rick Story       | batte           | Gunnar Nelson      | Decisione non unanime (47-48, 49-46, 50-44) | 5               | 5:00            |                 |
|                  | Pesi Piuma        | Max Holloway     | batte           | Akira Corassani    | KO (pugni)                                  | 1               | 3:11            | POTN            |
|                  | Pesi Mediomassimi | Jan Błachowicz   | batte           | Ilir Latifi        | KO Tecnico (calcio al corpo e pugni)        | 1               | 1:58            |                 |
|                  | Pesi Piuma        | Mike Wilkinson   | batte           | Niklas Bäckström   | KO (pugni)                                  | 1               | 1:19            | POTN            |
| Card preliminare |                   |                  |                 |                    |                                             |                 |                 |                 |
|                  | Pesi Medi         | Magnus Cedenblad | batte           | Scott Askham       | Decisione unanime (29-28, 29-28, 29-28)     | 3               | 5:00            |                 |
|                  | Pesi Welter       | Nico Musoke      | batte           | Alexander Yakovlev | Decisione unanime (30-27, 30-27, 30-27)     | 3               | 5:00            |                 |
|                  | Pesi Piuma        | Dennis Siver     | batte           | Charles Rosa       | Decision unanime (30-27, 30-27, 30-27)      | 3               | 5:00            | FOTN            |
|                  | Pesi Welter       | Cathal Pendred   | batte           | Gasan Umalatov     | Decisione non unanime (29-28, 28-29, 29-28) | 3               | 5:00            |                 |
|                  | Pesi Medi         | Krzysztof Jotko  | batte           | Tor Troéng         | Decisione unanime (30-27, 30-26, 30-27)     | 3               | 5:00            |                 |
|                  | Pesi Welter       | Mairbek Taisumov | batte           | Marcin Bandel      | KO Tecnico (pugni)                          | 1               | 4:22            |                 |
|                  | Pesi Piuma        | Zubaira Tukhugov | batte           | Ernest Chavez      | KO Tecnico (pugni)                          | 1               | 4:21            |                 |

## Premi
I lottatori premiati ricevettero un bonus di 50.000 dollari.
Legenda:
- FOTN: Fight of the Night (vengono premiati entrambi gli atleti per il miglior incontro dell'evento)
- POTN: Performance of the Night (viene premiato il vincitore per la migliore performance dell'evento)

## Incontri annullati
|  | Divisione   |                 |        |                         | Motivo                                           |
|  | ----------- | --------------- | ------ | ----------------------- | ------------------------------------------------ |
|  | Pesi Welter | Amir Sadollah   | contro | Nico Musoke             | Sadollah venne spostato per un altro evento      |
|  | Pesi Piuma  | Akira Corassani | contro | Chan Sung Jung          | Jung subì un infortunio                          |
|  | Pesi Piuma  | Dennis Siver    | contro | Robert Whiteford        | Whiteford venne rimosso dalla card               |
|  | Pesi Piuma  | Dennis Siver    | contro | Timo-Juhani Hirvikangas | Il team di Siver rifiutò il match-up             |
|  | Pesi Piuma  | Dennis Siver    | contro | Taylor Lapilus          | Incontro non approvato dalla federazione svedese |